# Johann Natterer
Pour les articles homonymes, voir Natterer.
Johann Natterer est un naturaliste autrichien, né le 9 novembre 1787 à Laxenburg près de Vienne et mort le 17 juin 1843 dans cette même ville, célèbre pour avoir participé à l'expédition scientifique autrichienne au Brésil (1817-1835).

## Biographie
Son père, Josef Natterer (1754-1823), fauconnier auprès de l’empereur François Ier (1768-1835), possède une riche collection d’oiseaux et d’insectes qui sera acquise par l’empereur et intégrée au muséum national. Johann et son frère aîné, Josef Natterer (1786-1852), en deviendront les conservateurs.
Après des études de chimie, d’anatomie, d’histoire naturelle et de dessin, il voyage en Europe en 1806. À l'occasion du mariage de sa fille, Marie Léopoldine d'Autriche (1797-1826) et du prince Pierre d'Alcántara, futur Pierre Ier, empereur du Brésil (1798-1834), François Ier finance en 1817 un voyage scientifique au Brésil. Natterer y participe aux côtés d'autres naturalistes comme Johann Baptist von Spix (1781-1826) et Carl Friedrich Philipp von Martius (1794-1868). Si la plupart des participants rentrent au bout de deux ans, Natterer reste au Brésil jusqu'en 1835. Il traverse le Mato Grosso jusqu'à l'Amazone en descendant le Guaporé puis le Madeira. Il en rapporte une très riche collection de minéraux, d'animaux variés (helminthes, mollusques, crustacés, insectes, amphibiens, oiseaux, mammifères, poissons) et aussi d'objets ethnologiques.
Il ne fait pas paraître de compte rendu de son voyage, ses notes et son journal sont détruits lors d'un incendie pendant la révolution de 1848. Il fait paraître en 1840 Faune des mammifères du Brésil. C'est son frère Josef et August von Pelzeln (1825-1891) qui reconstitueront son itinéraire en Amérique du Sud. Son beau-frère, le géologue Julius Schrockinger von Neudenberg (1813–1882), donnera des détails sur sa vie.